# تپه سیاه‌زوزن
تپه سیاه زوزن مربوط به هزاره اول است و در شهرستان خواف، روستای زوزن واقع شده و این اثر در تاریخ ۱۲ بهمن ۱۳۸۱ با شمارهٔ ثبت ۷۴۸۲ به‌عنوان یکی از آثار ملی ایران به ثبت رسیده است.